# Molar Massif
Molar Massif är en bergskedja i Antarktis. Den ligger i Östantarktis. Nya Zeeland gör anspråk på området.
Molar Massif sträcker sig 20,7 kilometer i sydostlig-nordvästlig riktning. Den högsta toppen är Dentine Peak, 2 210 meter över havet.
Topografiskt ingår följande toppar i Molar Massif:
- Canine Hills
- Dentine Peak
- Incisor Ridge